# Cédric Hervan
Cédric Van Heirweghe dit Cédric Hervan, né le 7 juin 1981 à Uccle (région de Bruxelles-Capitale), est un dessinateur de bande dessinée et illustrateur belge.

## Biographie
Cédric Van Heirweghe naît le 7 juin 1981 à Uccle, une commune bruxelloise,. Jeune, il se plonge dans la lecture des albums de Peyo, Jacobs, Juillard, Berthet et Frank Le Gall. Il suit simultanément une scolarité classique au collège Cardinal Mercier à Braine-l'Alleud, et fréquente les cours d'un atelier de bande dessinée de l’Espace Bernier à Waterloo sous la tutelle du scénariste Jean-François Di Giorgio. Il crée la plus grande planche de bande dessinée au monde aux côtés des membres de cet atelier, ce qui lui vaut d'être inscrit dans le Livre Guinness des records.
Il rencontre Jacques Martin en 1999,. Ce dernier lui confie la mise en couleur de l'album L'Archange, le 9e tome des aventures de Jhen sous le pseudonyme de Cédric Hervan en 2000, l'aide aux décors de La Chute d'Icare pour son ami Rafael Morales en 2001 et de divers autres dessins, la réalisation de Persépolis (2003), puis le vingtième tome Les Jeux Olympiques (2004) en collaboration avec Yves Plateau, tous deux dans la collection « Les Voyages d'Alix » aux éditions Casterman. Il réalise ensuite le 25e tome d'Alix : C'était à Khorsabad, en collaboration au dessin avec Christophe Simon sur un scénario de Jacques Martin et François Maingoval en 2006.
En 2009, il quitte l’univers de Jacques Martin pour réaliser avec Agnès Barrat et Jean-Claude Bartoll — qu'il a rencontré sur internet — au scénario, le diptyque Le Dernier des Schoenfeld — une chronique familiale — dont les deux tomes : La Confession d'Agathe (2009) et L'Amour de Fanny, (2012) paraissent dans la collection « Grafica » aux éditions Glénat. La même année, il dessine le premier tome Un Train pour Sedan de la série Les Combattants du rail aux éditions Zéphyr Éditions/Dupuis avec Thierry Lamy comme scénariste et il enchaîne l'année suivante avec l'album La Poste, une histoire extraordinaire… sur un scénario de Jean-Marie Cuzin aux Éditions du Signe en 2013.
Dès lors, il change d'orientation, obtient un bachelier d’éducateur spécialisé en accompagnement psycho-éducatif et se tourne vers l'illustration, publie School Aventure aux éditions Infor Jeunes en 2015 et avec une préface de l'humoriste GuiHome, il dessine une bande dessinée M'harcèlePas! pour lutter contre le harcèlement pour le même éditeur en 2021.
Pour accompagner le spectacle de Piwi Leman Le P'tit Bal des animals, Team For Action publie un livre éponyme habillé par les illustrations, réalisées par Cédric Hervan en 2022.
Il imagine les aventures d'un inuit grognon : Tonka. Il a recours à la plateforme de financement participatif Ulule. L'album de bande dessinée jeunesse Chacun chez soi est publié aux éditions lilloises Inukshuk en novembre 2024.
En outre, il participe au collectif Vivre ? à l'initiative du Centre de prévention du suicide belge qui célèbre son 40e anniversaire en 2010.

## Œuvre

### Albums de bande dessinée
- Alix
Les Voyages d'Alix - Les Jeux Olympiques[9], scénario de Jacques Martin, dessins de Cédric Hervan et Yves Plateau, Casterman, 2004  (ISBN 2-203-32935-1)
C'était à Khorsabad[10], scénario de Jacques Martin et François Maingoval, dessins de Christophe Simon et Cédric Hervan, Casterman, 2006  (ISBN 2-203-31225-4)
Les Voyages d'Alix - Persépolis[20], scénario de Jacques Martin, dessins de Cédric Hervan, Casterman, 2003  (ISBN 2203329270) et réédition sous visuel de couverture différent Hachette, 2012

#### Le Dernier des Schoenfeld
- 1. La Confession d'Agathe[11],[21],[22], Glénat, coll. « Grafica », Grenoble, 27 mai 2009
Scénario : Jean-Claude et Agnès Bartoll - Dessin et couleurs : Cédric Hervan -  (ISBN 978-2-7234-6134-4)
- 2. L'Amour de Fanny[12],[23], Glénat, coll. « Grafica », Grenoble, 15 août 2012
Scénario : Jean-Claude et Agnès Bartoll - Dessin et couleurs : Cédric Hervan -  (ISBN 978-2-7234-6943-2)

#### Combattants du rail
- 1. Un Train pour Sedan, scénario de Thierry Lamy, dessins de Cédric Hervan, Zéphyr Éditions, 2012  (ISBN 978-2-361-18054-6)
- La Poste... une histoire extraordinaire[24], Éditions du Signe, Strasbourg, juillet 2013
Scénario : Jean-Marie Cuzin - Dessin : Cédric Hervan - Couleurs : Véronique Gourdin -  (ISBN 9782746830813)

#### Tonka
- Chacun chez soi[19], Inukshuk Éditions, Lille, 18 novembre 2024
Scénario, dessin et couleurs : Cédric Hervan -  (ISBN 9782490276295)

### Artbook
- Persépolis (Carnet de Croquis), Point Image, coll. « Paroles et croquis », Bruxelles, 2005
Scénario : Jacques Martin - Dessin : Cédric Hervan - Couleurs : noir et blanc

### Collectif
- Vivre ?[25], Centre de prévention du suicide, 2010
Scénario : collectif - Dessin : collectif dont Cédric Hervan - Couleurs : quadrichromieParticipation : La Galère. Album né de l'initiative du Centre de Prévention du Suicide à l'occasion de ses 40 ans. Dépôt légal : D/2010/12.301/1.

#### Livres
: document utilisé comme source pour la rédaction de cet article.
- Jacques Fiérain, « Hervan, Cédric », dans La BD à Bruxelles et en Brabant, Charleroi, Éd. l'Âge d'or, avril 2003, 144 p., ill. ; 31 cm (ISBN 9782960119664 et 2960119665, OCLC 470388171, présentation en ligne), p. 75. .
- Henri Filippini, « Hervan, Cédric », dans Dictionnaire de la bande dessinée, Paris, Bordas, 2005, 912 p., ill. ; 27 cm (ISBN 9782047299708 et 2047299705, OCLC 1009545288, présentation en ligne), p. 785. .

#### Articles
- Cédric Hervan (interviewé par Manuel F. Picaud), « Entretien avec Cédric Hervan », Auracan,‎ 12 janvier 2008 (lire en ligne, consulté le 6 février 2023)
- Cédric Hervan, Agnès et Jean-Claude Bartoll (interviewés par Manuel F. Picaud), « Entretien avec Cédric Hervan, Agnès et Jean-Claude Bartoll », Auracan,‎ 28 mai 2009 (lire en ligne, consulté le 6 février 2023)
- Patrick Weber, « Le Dernier des Schoenfeld, t. 1 : ouvrons la boîte aux secrets », dBD, no 33,‎ juin 2009, p. 78.

### Vidéographie
- [vidéo] « "Derrière la palette" reçoit Cédric Hervan pour Tonka 1 », sur YouTube, 26 novembre 2024